# Nebulosa da Pistola

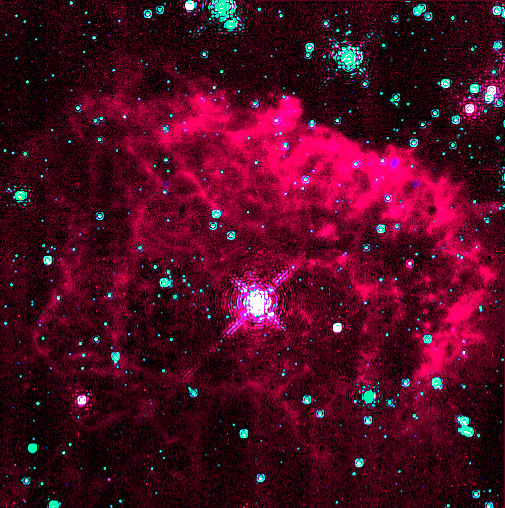
Imagem em falsa cor da estrela e da nebulosa da Pistola

A Nebulosa da Pistola rodeia uma das estrelas mais massivas conhecidas, a Estrela da Pistola. Ambos estão localizados a 25.000 anos-luz da Terra, perto do centro da Via Láctea. A nebulosa contém cerca de 10 massas solares e contém gás ionizado que foi ejetado pela estrela há milhares de anos. A nebulosa foi nomeada em 1980 por sua forma como pode ser visto em imagens de baixa resolução que estavam disponíveis no momento. A estrela de pistola, uma variável luminosa azul é de 1,7 milhões de vezes mais brilhante que o Sol, e 120-200 vezes mais maciças.